# RK Dubrava Zagreb
Maillots
Le RK Dubrava Zagreb est un club de handball, situé à Zagreb en Croatie, évoluant en Premijer Liga.

## Historique
- 1953 : Fondation du RK Dubrava Zagreb.
- 2001 : Montée en Premijer Liga.
- 2014 : Le club arrive en finale de la Coupe de Croatie mais est battu par le RK Zagreb, 39 à 31.

## Palmarès
- Coupe de Croatie
  - Finaliste : 2014
- Championnat de Croatie
  - 3e en 2017

## Campagne européenne
| Saison    | Compétition | Manche         | Date Aller | Club                 | Aller | Total | Retour | Club                       | Date Retour |
| --------- | ----------- | -------------- | ---------- | -------------------- | ----- | ----- | ------ | -------------------------- | ----------- |
| 2014-2015 | Coupe EHF   | Premier tour   | 6/9/2014   | RK Dubrava Zagreb    | 26-30 | 55-63 | 29-33  | GRK Varaždin               | 13/9/2014   |
| 2017-2018 | Coupe EHF   | Premier tour   | ../../2017 | HC Klaipėda Dragūnas | 36-36 | 71-72 | 35-36  | RK Dubrava Zagreb          | ../../2017  |
| 2017-2018 | Coupe EHF   | Deuxième tour  | ../../2017 | Csurgói KK           | 33-24 | 59-60 | 26-36  | RK Dubrava Zagreb          | ../../2017  |
| 2017-2018 | Coupe EHF   | Troisième tour | 18/11/2017 | RK Dubrava Zagreb    | 29-40 | ..-.. | ..-..  | Saint-Raphaël Var Handball | ../../2017  |